# 沃什伯恩鎮區 (阿肯色州洛根縣)
沃什伯恩鎮區（英語：Washburn Township）是位於美國阿肯色州洛根縣的一個行政鎮區。

## 地方資料
沃什伯恩鎮區的面積為106.83平方千米，當中陸地面積為105.63平方千米，而水域面積為1.20平方千米。根據2010年美國人口普查的數據，當地共有人口821人，而人口密度為每平方千米7.69人。